# Израел на Светском првенству у атлетици на отвореном 2013.
Израел је учествовао на Светском првенству у атлетици на отвореном 2013. одржаном у Москви од 10. до 18. августа четрнаести пут, односно учествовао је на свим првенствима до данас. Репрезентацију Израела представљало је троје атлетичара (1 мушкарац и 2 жене) који су се такмичили у три дисциплине.,
На овом првенству Израел није освојио ниједну медаљу. Није било нових националних, личних и рекорда сезоне. У табели успешности према броју и пласману такмичара који су учествовали у финалним такмичењима (првих 8 такмичара) Израел је делио 50. место са 3 бода са једним учесником у финалу.
| Плас. | Земља  | 1. место | 2. место | 3. место | 4. место | 5. место | 6. место | 7. место | 8. место | Бр. финал. | Бод. |
| ----- | ------ | -------- | -------- | -------- | -------- | -------- | -------- | -------- | -------- | ---------- | ---- |
| =50.  | Израел | 0        | 0        | 0        | 0        | 0        | 1        | 0        | 0        | 1          | 3    |

## Учесници
| Мушкарци: - Зохар Земиро — Маратон | Жене: - Maayan Furman-Shahaf — Скок увис - Ана Књазјева-Миненко - Троскок |  |

## Резултати

### Мушкарци
| Атлетичар    | Дисциплина | Лични рекорд | Квалификације | Квалификације | Финале   | Финале       | Детаљи |
| Атлетичар    | Дисциплина | Лични рекорд | Резултат      | Место         | Резултат | Место        | Детаљи |
| ------------ | ---------- | ------------ | ------------- | ------------- | -------- | ------------ | ------ |
| Зохар Земиро | Маратон    | 2:14:28      |               |               | 2:25:23  | 39 / 50 (70) |        |

### Жене
| Атлетичарка          | Дисциплина | Лични рекорд        | Квалификације | Квалификације | Финале                | Финале  | Детаљи |
| Атлетичарка          | Дисциплина | Лични рекорд        | Резултат      | Место         | Резултат              | Место   | Детаљи |
| -------------------- | ---------- | ------------------- | ------------- | ------------- | --------------------- | ------- | ------ |
| Maayan Furman-Shahaf | скок увис  | 1,92 НР             | 1,88          | 6. у гр. Б    | Није се квалификовала | 16 / 27 |        |
| Ана Књазјева-Миненко | троскок    | 14,58 (-0.6 м/с) НР | 14,46 КВ      | 2. у гр. А    | 14,33                 | 6 / 21  |        |